# Odostomia emeryi
Odostomia emeryi är en snäckart. Odostomia emeryi ingår i släktet Odostomia och familjen Pyramidellidae. Inga underarter finns listade i Catalogue of Life.